# B612 (應用程式)
B612是LINE公司旗下的一款美容修圖應用程式。於2014年8月13日正式推出iOS版本，之後適用於Android及Windows Phone的版本陸續推出。2015年6月下載量破五千萬，截至2017年1月下載量已突破三億。其名稱取自小說《小王子》中的B612星球。

## 主要功能
B612應用程式的主要功能包括基本的拍照、錄影，以及相片後製的動態濾鏡、變臉特效及相片拼貼，總共內建200多種可根據臉部表情而產生不同特效的動態貼圖、100多種濾鏡、拼貼。

## 榮譽
- 2015年，榮獲德國紅點設計獎通訊設計類別「Best of the Best」獎項[3][8]。

## 外部連結
- LINE官網（页面存档备份，存于）